# Evaniella dichela
Evaniella dichela är en stekelart som först beskrevs av Jean-Jacques Kieffer 1910.  Evaniella dichela ingår i släktet Evaniella och familjen hungersteklar. Inga underarter finns listade i Catalogue of Life.